# امیل میر
امیل میر (به انگلیسی: Emile Meyer) (زاده ۱۸ اوت ۱۹۱۰-درگذشته ۱۹ مارس ۱۹۸۷) بازیگر آمریکایی بود.
از فیلم‌های معروف او می‌توان به بازی در فیلم زمانی برای کشتن اشاره کرد.